# Гориця-Ямницька
Гориця-Ямницька (хорв. Gorica Jamnička) — населений пункт у Хорватії, у Загребській жупанії у складі громади Писаровина.

## Населення
Населення за даними перепису 2011 року становило 116 осіб.
Динаміка чисельності населення поселення:

## Клімат
Середня річна температура становить 10,39 °C, середня максимальна – 24,40 °C, а середня мінімальна – -5,86 °C. Середня річна кількість опадів – 948 мм.
| Клімат поселення                              | Клімат поселення | Клімат поселення | Клімат поселення | Клімат поселення | Клімат поселення | Клімат поселення | Клімат поселення | Клімат поселення | Клімат поселення | Клімат поселення | Клімат поселення | Клімат поселення | Клімат поселення |
| Показник                                      | Січ.             | Лют.             | Бер.             | Квіт.            | Трав.            | Черв.            | Лип.             | Серп.            | Вер.             | Жовт.            | Лист.            | Груд.            |                  |
| Середній максимум, °C                         | 6,27             | 8,01             | 12,37            | 16,61            | 21,29            | 24,40            | 23,44            | 22,92            | 19,19            | 14,11            | 8,31             | 4,46             |                  |
| Середня температура, °C                       | 0,20             | 1,92             | 6,32             | 10,55            | 15,23            | 18,35            | 20,06            | 19,55            | 15,79            | 10,74            | 4,93             | 1,10             |                  |
| Середній мінімум, °C                          | −5,86            | −4,1             | 0,24             | 4,49             | 9,16             | 12,28            | 16,68            | 16,16            | 12,42            | 7,35             | 1,56             | −2,29            |                  |
| Норма опадів, мм                              | 55               | 52               | 64               | 70               | 81               | 97               | 88               | 93               | 92               | 91               | 94               | 71               |                  |
| Середньомісячна швидкість вітру, м/с          | 1.70             | 1.80             | 2.22             | 2.10             | 2.00             | 1.80             | 1.74             | 1.60             | 1.60             | 1.62             | 1.70             | 1.70             |                  |
| Середньомісячна сонячна радіація, кДж/м²·день | 4190             | 6901             | 10463            | 15007            | 19065            | 21016            | 22104            | 19081            | 14068            | 8801             | 4613             | 3401             |                  |
| --------------------------------------------- | ---------------- | ---------------- | ---------------- | ---------------- | ---------------- | ---------------- | ---------------- | ---------------- | ---------------- | ---------------- | ---------------- | ---------------- | ---------------- |
| Джерело:                                      |                  |                  |                  |                  |                  |                  |                  |                  |                  |                  |                  |                  |                  |